# Achmadschah Zazai
Achmadschah Zazai (* 5. Dezember 1986 in Berlin) ist ein ehemaliger deutscher Basketballspieler afghanischer Abstammung.
Der gebürtige Berliner spielte für eine Reihe von Zweitligamannschaften in Deutschland, nachdem ihm zunächst der dauerhafte Sprung in einen Erstligakader nicht gelang. Ab der Spielzeit 2011/12 war der für einen professionellen Basketballspieler mit unter 1,80 m relativ kleine, aber sehr flinke Aufbauspieler fester Bestandteil des Kaders des Erstligisten Gießen 46ers, zu dem er nach einer Saison für den Erstligisten Phantoms Braunschweig Anfang 2015 zurückkehrte.

## Werdegang

### Spieler
Bis 2005 spielte Zazai in seiner Heimatstadt Berlin für den TuS Lichterfelde, dessen Nachwuchsmannschaften viele Erfolge auf nationaler Ebene vorzuweisen haben. Zur Spielzeit 2005/06 wechselte er in die Zweitligamannschaft der SG Braunschweig. Dort konnte sich der Junioren-Nationalspieler für den Erstligisten EnBW Ludwigsburg empfehlen, die ihn in der Saison 2006/07 als Doppellizenz-Spieler in der Regionalligamannschaft des Stammvereins BSG Ludwigsburg spielen ließen. Zusätzlich kam Zazai zu zwölf Einsätzen mit durchschnittlich gut fünf Minuten Einsatzzeit in der Basketball-Bundesliga für die Profimannschaft. Für die Premierenspielzeit der neuen 2. Bundesliga ProA 2007/08 wechselte er zu den Bremen Roosters, wo er jedoch nicht wie gewünscht zum Zuge kam, weshalb er im Januar 2008 zum dänischen Erstligisten Horsens IC wechselte, der 2006 zuletzt dänischer Meister gewesen war.
Zur ProB-Spielzeit 2008/09 wechselte Zazai nach München, wo er zusammen mit Andrej Mangold für den vormaligen Dritten Telemotive Baskets spielte. Während Lokalkonkurrent und Regionalliga-Aufsteiger FC Bayern gleich die Klasse übersprungen hatte und mit der Lizenz der Düsseldorf Magics in der höheren Spielklasse ProA antrat, erreichte die aus dem TSV 1860 hervorgegangene Mannschaft nur den drittletzten Tabellenplatz, wobei Zazai mit gut 13 Punkten und 5 Assists bei über 30 Minuten Einsatzzeit pro Spiel gute persönliche Statistiken aufweisen konnte. Während die Münchner trotz Lizenzverzichts anderer Vereine den sportlichen Abstieg akzeptierten und sich aus den nationalen Spielklassen zurückzogen, wollte sich Zazai seinen Traum von der ersten Liga verwirklichen und sprang zu Beginn der Bundesliga-Saison 2009/10 für den verletzten Flavio Stückemann beim Erstligisten Artland Dragons ein. Nach vier Kurzeinsätzen verlängerte man den befristeten Vertrag nicht und Zazai kehrte im Dezember 2009 in die ProA zurück, wo er zunächst beim hessischen TV Langen spielte, bevor er für den Rest der Spielzeit vom USC Freiburg verpflichtet wurde, der als Aufsteiger den Klassenerhalt erreichen konnte. Zur ProA-Saison 2010/11 wurde Zazai vom Ligakonkurrenten Chemnitz Niners verpflichtet, bei dem er seine Leistungen aus der Spielzeit 2008/09 bestätigen konnte. Hinter dem FC Bayern und den s.Oliver Baskets belegten die Sachsen den dritten und besten Nicht-Aufstiegsplatz.
Zazai verwirklichte sich jedoch 2011 seinen Traum vom Aufstieg in die erste Liga. Nachdem er sich in der Saisonvorbereitung 2011/12 keinen Platz im Kader des Aufsteigers s.Oliver Baskets aus Würzburg erkämpfen konnte, wurde er von Björn Harmsen ins Aufgebot des Erstligisten Gießen 46ers geholt. In der Folge war er mit 15 Minuten Einsatzzeit in seiner ersten Saison fester Bestandteil einer Rotation in einer Erstligamannschaft. Für den Verein endete die Bundesliga-Spielzeit 2011/12 jedoch auf einem Abstiegsplatz und man konnte sich den Klassenerhalt nur durch den Erwerb einer Wild Card sichern. Die sportlichen und finanziellen Probleme nahm der Verein jedoch mit in die darauffolgende Spielzeit 2012/13, wo man am Jahresende 2012 als Tabellenletzter nach einem vorläufigen Insolvenzantrag vier Punkte abgezogen bekam. Die Saison endete mit dem sportlichen Abstieg der 46ers als abgeschlagener Tabellenletzter. Zazai überzeugte jedoch mit seinen Leistungen in der Bundesliga und unterschrieb zur Saison 2013/14 einen Vertrag bei den New Yorker Phantoms Braunschweig. Nach einer Spielzeit, in der die Braunschweiger erneut die Qualifikation für die Play-offs um die deutsche Meisterschaft verpassten, kehrte Zazai Anfang 2015 zum nunmehrigen Zweitligisten nach Gießen zurück. Dort wurde Zazai mit den Gießen 46ers ProA-Meister der Saison 2014/15 und spielte für den Verein in der Folgesaison in der Bundesliga.
Im Sommer 2016 wurde er vom Mitteldeutschen BC aus der 2. Bundesliga ProA verpflichtet und gewann mit den Weißenfelsern in der Saison 2016/17 den Meistertitel. Anschließend war er einige Monate lang vereinslos, ehe er sich Ende Januar 2018 der Spielgemeinschaft Ehingen/Urspring (2. Bundesliga ProA) anschloss. Bis zum Saisonende erzielte Zazai in zehn Einsätzen im Schnitt 12,4 Punkte und bereitete je Begegnung 8,1 Korberfolge seiner Mannschaftskameraden unmittelbar vor, allerdings stand am Ende der ProA-Punktrunde der sportliche Abstieg in die 2. Bundesliga ProB. Aufgrund des Rückzugs Kölns blieb Ehingen letztlich aber dennoch in der zweithöchsten Spielklasse.
Mitte Juni 2018 wurde Zazai von den Hamburg Towers (ebenfalls 2. Bundesliga ProA) verpflichtet und erhielt kurz vor dem Beginn der Saison 2018/19 das Amt des Mannschaftskapitäns der Hanseaten und schaffte im Mai 2019 als ProA-Meister den Bundesliga-Aufstieg. Zazai hatte im Verlauf der Meistersaison im Schnitt 6,6 Punkte erzielt sowie 4,9 Korberfolge seiner Nebenmänner vorbereitet. Letzteres war Mannschaftshöchstwert. Sein Vertrag in Hamburg wurde nicht verlängert.
Im Juni 2019 belegte er beim Dreipunktewettbewerb der Streetball-Weltmeisterschaft „Quai 54“ in Paris den ersten Platz. Er wurde beruflich als (Mit-)Betreiber eines Sicherheitsdienstes tätig und setzte deshalb in der Saison 2019/20 aus. Im Vorfeld der Saison 2020/21 schloss er sich dem Drittligisten Itzehoe Eagles an. Er bestritt 2020/21 nur 13 Spiele (2,8 Punkte, 4,2 Korbvorlagen/Spiel) für Itzehoe, im Februar 2021 zog er sich einen Innenbandanriss im linken Knie zu. Am Ende der Saison 2020/21 stand der Einzug in die ProB-Finalspiele (wegen der COVID-19-Pandemie nicht ausgetragen), was die Erlangung des ProA-Aufstiegsrechts bedeutete. Anschließend verließ er die Mannschaft.

### Trainer
Im Sommer 2022 wurde Zazai Trainer des Regionalligisten BG 2000 Berlin. Die Mannschaft führte er 2023 zum Gewinn des Meistertitels in der 1. Regionalliga Nord und 2024 als Liganeuling ins Halbfinale der 2. Bundesliga ProB. Anschließend trennte man sich. Mitte November 2024 trat Zazai das Traineramt beim Zweitligisten SG ART Giants Düsseldorf an, der zuvor seine sämtlichen neun Saisonspiele verloren hatte. Er führte die Mannschaft zum Klassenerhalt, der erst nach einem Sieg am letzten Spieltag Ende April 2025 feststand.